# Teffi
Teffi, pseudonimo di Nadežda Aleksandrovna Lochvickaja (in russo Надежда Александровна Лoхвицкая?; San Pietroburgo, 21 maggio 1872 – Parigi, 6 ottobre 1952), è stata una scrittrice e drammaturga russa.

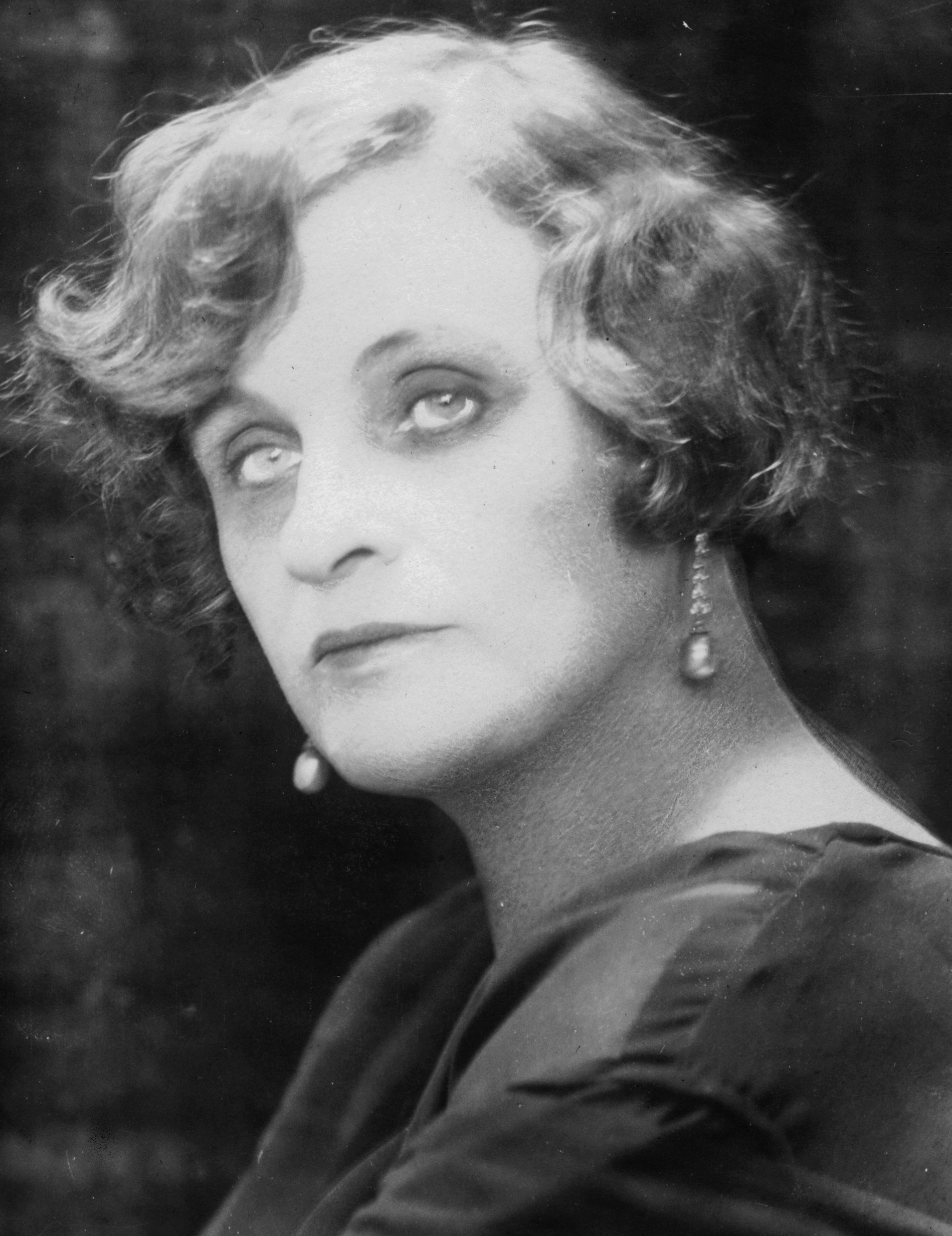
Teffi, circa 1930

Ha scritto oltre venti libri di racconti, opere teatrali, poesie e memorie, pubblicati in Russia e successivamente a Parigi, dove vivrà dal 1920 fino alla sua morte.
È stata definita "la regina dell'umorismo russo", la prima comica russa dell'inizio del XX secolo in un campo di dominio maschile, anche se non ha mai voluto identificarsi in questa forma d'arte, avendo spesso combinato la vena di umorismo con cui ha ritratto i personaggi delle sue opere e la realtà circostante, con un senso di drammaticità, malinconia e dolore. La critica russa L.A. Spiridonova l'ha definita "divertente fuori, tragica dentro".
Tra i trenta e i quarantatré anni Teffi gode della sua popolarità nella Russia prerivoluzionaria come poeta e drammaturga, ma principalmente come narratrice. Negli anni successivi alla rivoluzione bolscevica è l'autrice più letta tra gli esponenti della diaspora russa a Parigi: "Letteralmente tutti l'hanno letta e hanno tratto grande piacere dai suoi testi, dagli impiegati delle poste e dagli studenti di farmacia fino a Nicola II", scriveva la poetessa Irina Odoevceva.
Nella Russia sovietica, da cui emigrò nel 1920 senza più fare ritorno, i suoi racconti circolarono come esempio della miserabile esistenza condotta dai russi all'estero; tra gli anni Cinquanta e gli anni Settanta le sue opere caddero nell'oblio, per essere poi riscoperte verso la fine del secolo XX, durante la Perestrojka, culminando nella raccolta e pubblicazione in sette volumi della sua produzione di prosa e opere teatrali.

## Biografia
Nadežda Aleksandrovna Lochvickaja, conosciuta con il suo pseudonimo Teffi (in russo Тэ́ффи?) è nata in una famiglia di nobili facoltosi. Il padre, l'avvocato e studioso Aleksandr Vladimirovič Lochvickij, molto noto nella società di San Pietroburgo, partecipò alla riforma giudiziaria sotto Alessandro II; la madre, Varvara Aleksandrovna, di origine francese, era amante della poesia e aveva familiarità con la letteratura russa ed europea. La sorella maggiore di Lochvickaja era la poetessa Mirra Lochvickaja, morta nel 1905 all'età di 35 anni.
Teffi coltiva fin da giovane l'amore per la letteratura russa classica, in particolare ama Puškin e Tolstoj, ed è interessata all'arte moderna, grazie alla sua amicizia con il pittore Aleksandr Benois. Terminati gli studi, sposa il giudice polacco Władysław Buczyński e dopo la nascita della sua prima figlia nel 1892, vive con la famiglia in una tenuta vicino a Mahilëŭ. Nel 1900, dopo la nascita della sua seconda figlia Elena e del figlio Janek, si separa dal marito e torna a San Pietroburgo, dove, all'età di circa trent'anni, inizia la sua carriera letteraria.
La sua prima poesia pubblicata appare nel 1901 nella rivista Teatr i Isskustvo (Teatro e arte). In seguito pubblica alcuni suoi racconti nella Pravda e nella prima rivista bolscevica Novaja žizn' (Vita nuova), uscita nel 1905, il cui comitato editoriale comprendeva scrittori come Maksim Gor'kij e Zinaida Gippius. In questa occasione incontra Lenin, che resta colpito dalla sua poesia Pčelki ("Le api") che descriveva il duro lavoro delle sarte. La sua ammirazione per il futuro leader politico non durerà però a lungo: come scriverà successivamente nelle sue Memorie, "Lenin non aveva alcun senso per la bellezza", non nutriva rispetto per la cultura e era privo di senso dell'umorismo, era "la suocera della rivoluzione russa".
La produzione di Teffi trova presto diffusione anche in altre pubblicazioni periodiche: la rivista Satirikon, fondata nel 1908 dall'amico Arkadij Timofeevič Averčenko, la popolare rivista Russkoe Slovo ("La parola russa"), il quotidiano moscovita Reč' ("Discorso"), e Birževye Novosti ("Notizie di borsa").
Nel 1910 vengono pubblicati il suo primo libro di poesie (Sette fuochi) e un'antologia di racconti umoristici, Jumorističeskie rasskazy (Юмористические рассказы), che diventa un vero e proprio best seller.
Nel 1911 Teffi descrive così i suoi primi lavori:
Prima del 1918 pubblica oltre dieci raccolte di racconti, nei quali esplora i paradossi della vita della classe media e descrive in particolare l'esperienza delle donne nella Russia zarista.
Nella Russia prerivoluzionaria la sua popolarità è tale che alcune aziende attribuiscono il suo nome a caramelle, candele e profumi.

### L'esilio a Parigi
Se nel 1917 Teffi accoglie con entusiasmo la rivoluzione di Febbraio, quella di ottobre le provoca una reazione di disincanto, poi di aperta disapprovazione, inasprita dalla chiusura delle riviste Russkoe slovo e Satirikon disposte dai bolscevichi nell'autunno 1918. Lascia San Pietroburgo, ufficialmente per una tournée teatrale a Kiev, per poi spostarsi a Odessa, Sebastopoli, al porto di Novorossijske e raggiungere Istanbul nel 1919. Nel 1920 si stabilisce a Parigi e inizia a pubblicare i suoi racconti sui settimanali degli emigrati russi, fra cui Vozroždenie (Revival) e Poslednie Novosti (Ultime notizie). Una larga diffusione fra gli emigrati ha il racconto Ke fer?, traslitterazione russa della domanda francese "Que faire?" ("Cosa fare?"). Il protagonista è un generale, emigrato russo appena giunto a Parigi, che di fronte alla bellezza della capitale francese esprime la sua ammirazione, ma nello stesso tempo, con quella domanda retorica, manifesta la preoccupazione sul da farsi, sul futuro, in terra straniera, della propria vita da esiliato.
A differenza di altri autori che rappresentano gli emigrati come un solo corpo, tutti vittime del bolscevismo, Teffi in un suo racconto li divide in due gruppi: il primo, costituito da speculatori, ex gendarmi, ex membri dei Centoneri e da altre persone un tempo parte di gruppi sociali e politici compromessi, fuggiva dal suo paese perché aveva in odio i principi del socialismo, dell'uguaglianza e dalla giustizia, e partiva nascondendo diamanti e soldi nelle suole delle scarpe; il secondo gruppo era composto dai "miti e spaventati dalle bugie, dalla pratica bolscevica nera, dal terrore, dall'ingiustizia e dalla violenza".
I suoi racconti sulle esperienze delle donne forniscono una preziosa prospettiva di genere sulla storia dell'emigrazione russa; offrono un'immagine forte delle donne, intraprendenti e in grado di sopravvivere e integrarsi come immigrate in un nuovo paese, di contro a molto uomini, disorientati e incapaci di provvedere alle loro famiglie, dediti al ricordo e alla mitizzazione del passato.
Verso la fine degli anni Venti scrive un libro di memorie, Da Mosca al Mar Nero, in cui racconta la sua fuga dall'Unione Sovietica attraverso il caos della guerra civile russa, e pubblica diverse raccolte di racconti e poesie. Dalla metà degli anni Venti vive con un banchiere russo emigrato, Pavel Andreevič Tikston, che dopo la Grande Depressione perde tutti i suoi averi e viene colpito da un ictus che lo renderà inabile; Teffi si prenderà cura di lui fino alla sua morte, avvenuta nel 1935.

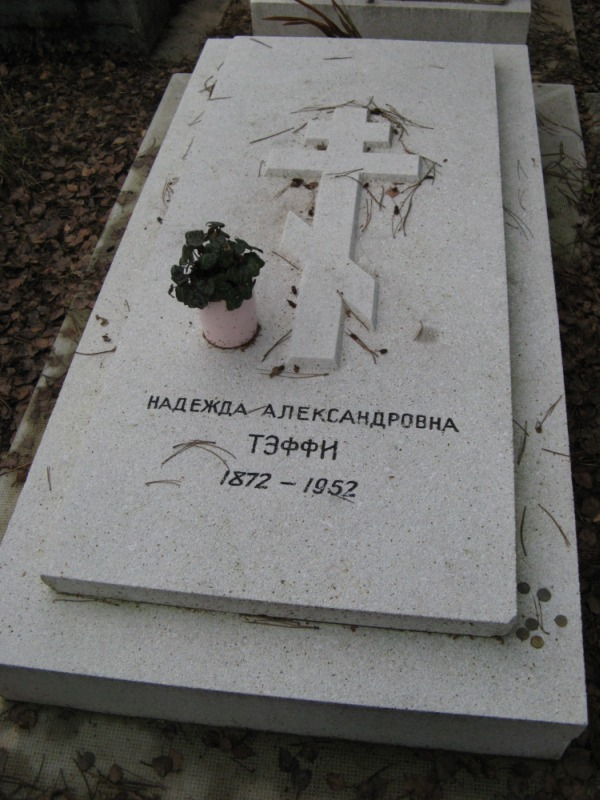
La tomba di Teffi a Parigi

Negli anni Trenta scrive il suo unico romanzo, Un romanzo di avventure (1932), in cui la protagonista, un'emigrata russa di nobili origini, la trentacinquenne Marusia Dukina, modella presso una casa d'alta moda, dalla vita solitaria, si innamora perdutamente di un emigrato lettone, un ladro e gigolò per uomini e donne ricchi, che verrà arrestato per l'uccisione di una donna, spingendola al suicidio.
Successivamente si dedica alla memorialistica, scrivendo racconti autobiografici e ritratti letterari di personaggi famosi che aveva incontrato, tra cui Rasputin, Lenin, Kerenskij, Aleksandra Kollontaj, Fëdor Sologub, Konstantin Bal'mont, Il'ja Repin, Zinaida Gippius, Dmitri Merežkovskij, Leonid Andreev, Aleksej Remisov, Aleksandr Kuprin, Ivan Bunin, Igor' Severjanin, Mihail Séspel' e Vsevolod Mejerchol'd.
Durante la Seconda guerra mondiale rimane a Parigi a causa di una malattia e si rifiuta di collaborare con i nazisti. Negli anni Quaranta la sua salute peggiora, vive in ristrettezze economiche e frequenta saltuariamente il circolo degli emigrati, ormai ridotti di numero.
Alla sua morte, nel 1952 viene sepolta nel cimitero russo di Sainte-Geneviève-des-Bois a Parigi, dove l'anno seguente troverà posto anche la salma dell'amico Ivan Bunin.

### Origini dello pseudonimo
Secondo gli studiosi E.M. Trubilova e D.D. Nikolaev, che hanno curato la pubblicazione delle sue opere, e la sua biografa Elizabeth Neatrour, Teffi avrebbe usato per la prima volta questo pseudonimo nel 1907, nella sua commedia in un atto Ženskij vopros (edizione inglese The Woman Question); secondo altri, tale pseudonimo comparirebbe fin da dicembre 1901, nella seconda pubblicazione dell'autrice nella rivista Teatr i iskusstvo ("Teatro e arte").
Anche i motivi che avrebbero portato la scrittrice a non usare il suo vero nome sono stati interpretati diversamente: necessità di non essere confusa con la sorella, una poetessa già molto nota all'epoca in cui lei iniziava i suoi primi passi nel mondo delle lettere, oppure semplice gioco letterario.
L'origine di questo nome d'arte è rivelato dalla stessa Teffi in un racconto intitolato Pseudonimo (1931), nel quale confessa che non avendo voluto nascondersi dietro lo pseudonimo di un uomo, come avveniva per altre autrici, aveva deciso di scegliere un nome incomprensibile, ma che nello stesso le evocasse felicità: la scelta era caduta su quello di uno sciocco, felice e fortunato, di suo conoscenza, di nome Stepan, Steffi per la sua famiglia. Scartando la prima lettera per delicatezza, aveva deciso di firmarsi Teffi.
Successivamente, tuttavia, ad un giornalista che le chiedeva in un'intervista se questo pseudonimo non venisse da Taffy, l'eroina protagonista di una raccolta di racconti per l'infanzia di Kipling, o dai versi di una popolare canzone inglese Taffy was a walesman, Taffy was a thief, Teffi avrebbe confermato di conoscere entrambi, concordando con questa versione.

## Opere tradotte in italiano
- Una creatura di Turgenev, Milano, [L'Europeo], [1956].
- Un romanzo di avventure, traduzione dall'originale e introduzione di Ilaria Amfiteatrov, Milano, Bietti, 1932
- Da Mosca al Mar Nero, traduzione e note a cura di Serena Prina, Vicenza, Neri Pozza, 2017, ISBN 978-88-545-1551-2

### Racconti
- Nostalgia e amore, a cura di Luciana Montagnani, Milano, Tranchida, 1994, ISBN 88-8003-080-9
- Invece della politica, a cura di Luciana Montagnani, Milano, Voland, 1995, ISBN 88-86586-07-8
- Racconti, commenti al testo ed esercizi a cura di Tatiana A. Ostachova, Reggio Calabria, Leonida, 2009, ISBN 978-88-95880-41-9